# Peter Norton
Pour les articles homonymes, voir Norton.
Peter Norton, né le 14 novembre 1943 à Aberdeen (État de Washington) est un programmeur et un éditeur de logiciels américain.

## Biographie
Peter Norton étudie au Reed College de Portland, dont il est diplômé en 1965. Pendant les années 1980, il développe un outil de récupération de données informatiques effacées qui sera complété par d'autres outils collectivement connus sous le nom Norton Utilities. Il crée ensuite Norton Commander, un gestionnaire de fichiers ou encore Norton Editor, un éditeur de textes pour les programmeurs.
Peter Norton est par ailleurs l'auteur de nombreux livres informatiques, dont le très populaire The Peter Norton Programmer's Guide to the IBM-PC.
En 1990, la société Norton est vendue à l'éditeur Symantec, mais le nom Norton continue d'être utilisé comme marque commerciale (Norton AntiVirus, Norton Internet Security, Norton Personal Firewall, Norton SystemWorks, Norton AntiSpam, Norton GoBack, Norton PartitionMagic, Norton Ghost). Le portrait de Peter Norton est souvent présent sur les emballages de ces logiciels. En mettant son visage et son nom en avant, Peter Norton est un des premiers programmeurs à avoir personnalisé l'informatique dans l'esprit du public.
Peter Norton et son épouse possèdent une des plus importantes collections américaines d'art moderne et contemporain. Ils ont par ailleurs une importante activité philanthropique au sein de la Norton Family Foundation, qui encourage notamment des projets artistiques. C'est dans ce cadre qu'en 1999 Peter Norton rachète pour 156 000 $ les lettres de 1972 de J. D. Salinger alors âgé de 53 ans, adressées à Joyce Maynard, une jeune aspirante-écrivain de 18 ans, dans l'intention de les rendre à l'auteur.
Il est depuis 2003, le président de eChinaCash.